# Danh sách hoàng đế nhà Nguyễn
Nhà Nguyễn là triều đại quân chủ cuối cùng của Việt Nam do các đời hoàng đế họ Nguyễn thuộc dòng Nguyễn Phúc lập ra, có tổ tiên là các vị chúa Nguyễn từ thời kỳ Trịnh-Nguyễn phân tranh. Triều đại này tồn tại trong vòng 143 năm kể từ khi Thế Tổ Cao hoàng đế - Nguyễn Phúc Ánh xưng đế vào năm 1802 cho đến khi vua Bảo Đại - Nguyễn Phúc Vĩnh Thụy tuyên bố chiếu thư thoái vị vào năm 1945, nhà Nguyễn có 13 vị vua cai trị thuộc 7 thế hệ. Tính theo Đế hệ thi của Minh Mạng thì dòng vua nhà Nguyễn chỉ truyền đến chữ thứ 5 (Vĩnh - 永) là hết dòng thơ thứ nhất, tương đương với thế hệ thứ 5 kể từ các con của Minh Mạng. Sau đây là danh sách chi tiết:

## Danh sách Hoàng đế chính thức
| STT | Miếu hiệu       | Thụy hiệu | Tên húy                                                  | Năm sinh-mất | Niên hiệu                     | Ghi chú | Hình |
| --- | --------------- | --- | -------------------------------------------------------- | ------------ | ----------------------------- | --- | ---- |
| 1   | Thế Tổ 世祖     | Khai Thiên Hoằng Đạo Lập Kỷ Thùy Thống Thần Văn Thánh Vũ Tuấn Đức Long Công Chí nhân Đại Hiếu Cao hoàng đế (開天弘道立紀垂統神文聖武峻德隆功至仁大孝高皇帝)      | Nguyễn Phúc Ánh 阮福暎, 阮福映, Nguyễn Chủng 阮種        | 1762-1820    | Gia Long (嘉隆: 1802-1820)    | Sáng lập nhà Nguyễn. |      |
| 2   | Thánh Tổ 聖祖   | Thể Thiên Xương Vận Chí Hiếu Thuần Đức Văn Vũ Minh Đoán Sáng Thuật Đại Thành Hậu Trạch Phong Công Nhân hoàng đế (體天昌運至孝純德文武明斷創述大成厚澤豐功仁皇帝) | Nguyễn Phúc Đảm 阮福膽, Nguyễn Phúc Kiểu 阮福皎          | 1791-1841    | Minh Mạng (明命: 1820 - 1841) | |      |
| 3   | Hiến Tổ 憲祖    | Thiệu Thiên Long Vận Chí Thiện Thuần Hiếu Khoan Minh Duệ Đoán Văn Trị Vũ Công Thánh Triết Chương hoàng đế (紹天隆運至善純孝寬明睿斷文治武功聖哲章皇帝)           | Nguyễn Phúc Miên Tông 阮福綿宗, Nguyễn Phúc Tuyền 阮福暶 | 1807-1847    | Thiệu Trị (紹治: 1841 - 1847) | |      |
| 4   | Dực Tông 翼宗   | Thế Thiên Hanh Vận Chí Thành Đạt Hiếu Thể Kiện Đôn Nhân Khiêm Cung Minh Lược Duệ Văn Anh hoàng đế (世天亨運至誠達孝體健敦仁謙恭明略睿文英皇帝)                   | Nguyễn Phúc Hồng Nhậm 阮福洪任, Nguyễn Phúc Thì 阮福時   | 1829-1883    | Tự Đức (嗣德:1847-1883)       | |      |
| 5   | Cung Tông 恭宗  | Khoan Nhân Duệ Triết Tĩnh Minh Huệ hoàng đế (寬仁睿哲靜明惠皇帝)                                                                                                 | Nguyễn Phúc Ưng Chân 阮福膺禛                            | 1852-1883    | không có                      | Sử gọi ông là vua Dục Đức không phải vì đó là niên hiệu của ông mà vì ông bị giam ở Dục Đức Đường (育德堂) khi bị phế truất sau khi lên ngôi chỉ được 3 ngày. |      |
| 6   | không có        | Trang Cung Văn Lãng quận vương (莊恭文朗郡王) Phế Đế (废帝) | Nguyễn Phúc Hồng Dật 阮福洪佚, Nguyễn Phúc Thăng 阮福昇  | 1847-1883    | Hiệp Hòa (協和:1883)          | |      |
| 7   | Giản Tông 簡宗  | Thiệu Đức Chí Hiếu Uyên Duệ Nghị hoàng đế (绍德止孝渊睿毅皇帝)                                                                                                   | Nguyễn Phúc Ưng Đăng 阮福膺登, Nguyễn Ưng Đăng 阮膺登    | 1869-1884    | Kiến Phúc (建福:1883-1884)    | |      |
| 8   | không có        | Xuất Đế (出帝) | Nguyễn Phúc Ưng Lịch 阮福膺𧰡, Nguyễn Phúc Minh 阮福明   | 1872-1943    | Hàm Nghi (咸宜:1884-1885)     | |      |
| 9   | Cảnh Tông 景宗  | Hoằng Liệt Thống Thiết Mẫn Huệ Thuần hoàng đế (弘烈統哲敏惠純皇帝)                                                                                               | Nguyễn Phúc Ưng Kỷ 阮福膺祺                              | 1864-1889    | Đồng Khánh (同慶:1885-1889)   | |      |
| 10  | không có        | Hoài Trạch công (懷澤公) Phế Đế (废帝) | Nguyễn Phúc Bửu Lân 阮福寶嶙                             | 1879-1954    | Thành Thái (成泰:1889-1907)   | |      |
| 11  | không có        | Phế Đế (废帝) | Nguyễn Phúc Vĩnh San 阮福永珊                            | 1900-1945    | Duy Tân (維新: 1907 - 1916)   | |      |
| 12  | Hoằng Tông 弘宗 | Tự Thiên Gia Vận Thánh Minh Thần Trí Nhân Hiếu Thành Kính Di Mô Thừa Liệt Tuyên hoàng đế (嗣天嘉運聖明神智仁孝誠敬貽謨承烈宣皇帝)                                | Nguyễn Phúc Bửu Đảo 阮福寶嶹                             | 1885-1925    | Khải Định (啓定: 1916 - 1925) | |      |
| 13  | không có        | không có | Nguyễn Phúc Vĩnh Thụy 阮福永瑞                           | 1913-1997    | Bảo Đại (保大: 1925 - 1945)   | Là vị hoàng đế cuối cùng của triều Nguyễn và chế độ quân chủ tại Việt Nam.                                                                                    |      |

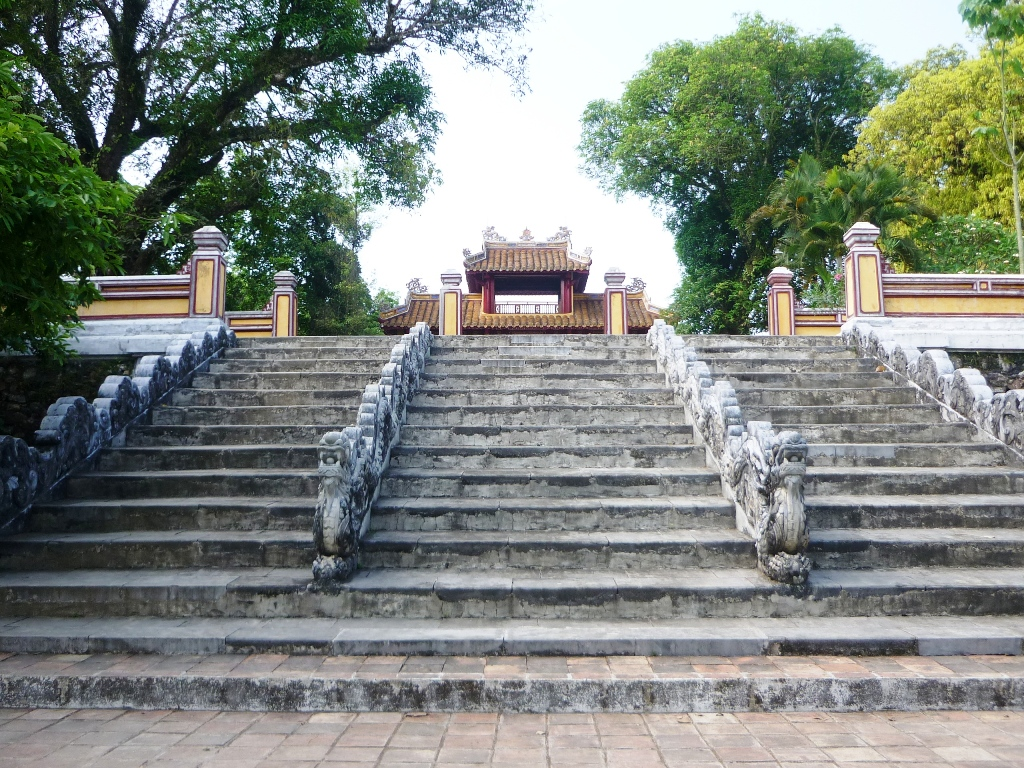
Lăng mộ Vua Gia Long
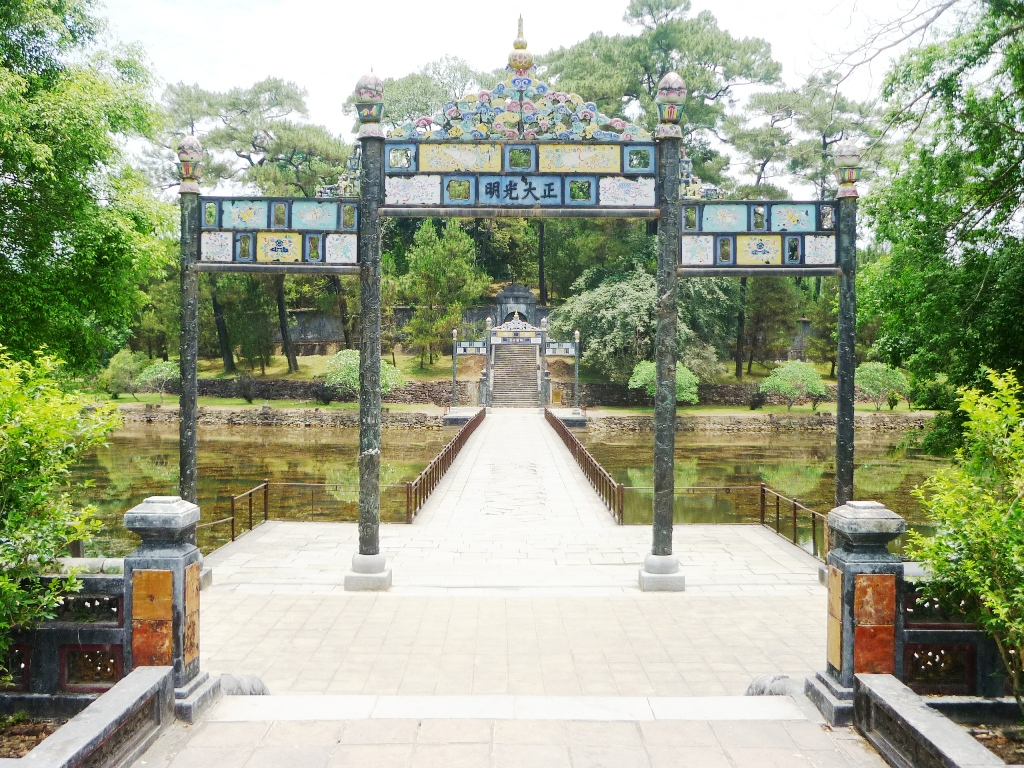
Lăng Vua Minh Mạng
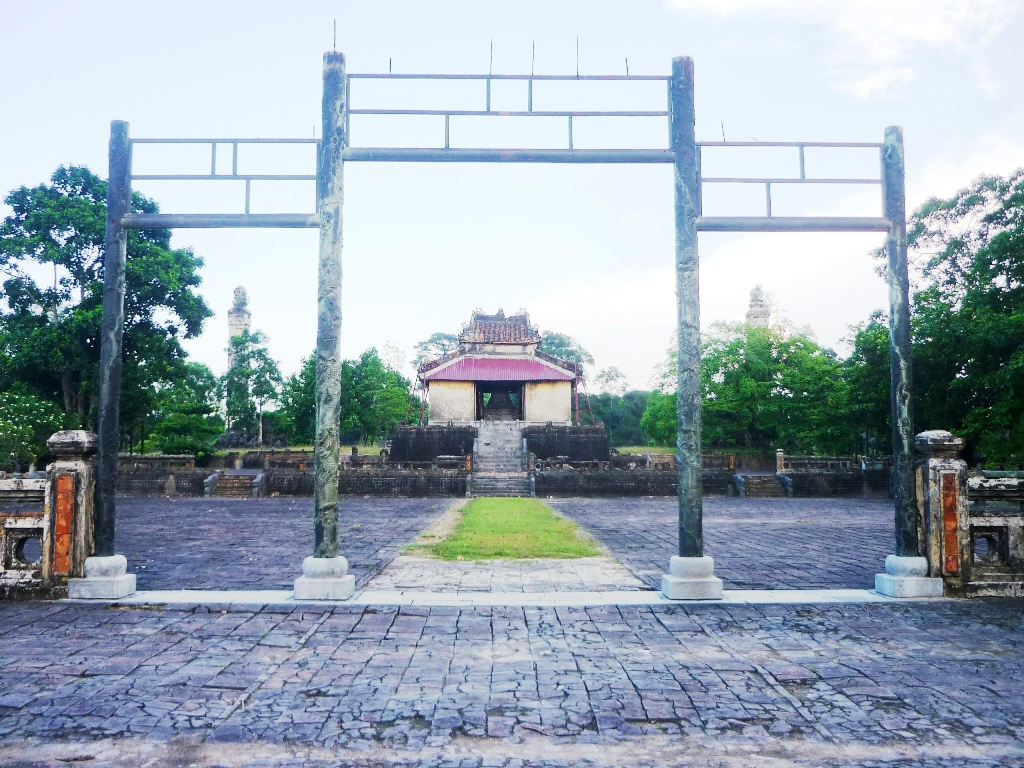
Lăng vua Thiệu Trị

### Thế phả nhà Nguyễn
Dưới đây là sơ đồ của Thế phả Nhà Nguyễn (Lưu ý rằng các con số hiển thị dưới mỗi tên nhà vua là khoảng thời gian trị vì của nhà vua đó)
|                             |                             |  |                                  |                                  |  | 1 Gia Long 1802–1820 (18 năm)   |                                 |  |                                 |                                 |  |                                 |                                 |
|                             |                             |  |                                  |                                  |  |                                 |                                 |  |                                 |                                 |  |                                 |                                 |
|                             |                             |  |                                  |                                  |  | 2 Minh Mạng 1820–1840 (21 năm)  |                                 |  |                                 |                                 |  |                                 |                                 |
|                             |                             |  |                                  |                                  |  |                                 |                                 |  |                                 |                                 |  |                                 |                                 |
|                             |                             |  |                                  |                                  |  | 3 Thiệu Trị 1841–1847 (7 năm)   |                                 |  |                                 |                                 |  |                                 |                                 |
|                             |                             |  |                                  |                                  |  |                                 |                                 |  |                                 |                                 |  |                                 |                                 |
|                             |                             |  |                                  |                                  |  |                                 |                                 |  |                                 |                                 |  |                                 |                                 |
| 4 Tự Đức 1847–1883 (36 năm) | 4 Tự Đức 1847–1883 (36 năm) |  | Thụy Thái vương                  | Thụy Thái vương                  |  |                                 |                                 |  | Kiên Thái vương                 | Kiên Thái vương                 |  | 6 Hiệp Hoà 1883 (4 tháng)       | 6 Hiệp Hoà 1883 (4 tháng)       |
|                             |                             |  |                                  |                                  |  |                                 |                                 |  |                                 |                                 |  |                                 |                                 |
|                             |                             |  |                                  |                                  |  |                                 |                                 |  |                                 |                                 |  |                                 |                                 |
|                             |                             |  | 5 Dục Đức 1883 (3 ngày)          | 5 Dục Đức 1883 (3 ngày)          |  | 9 Đồng Khánh 1885–1889 (5 năm)  | 9 Đồng Khánh 1885–1889 (5 năm)  |  | 7 Kiến Phúc 1883–1884 (8 tháng) | 7 Kiến Phúc 1883–1884 (8 tháng) |  | 8 Hàm Nghi 1884–1885 (10 tháng) | 8 Hàm Nghi 1884–1885 (10 tháng) |
|                             |                             |  |                                  |                                  |  |                                 |                                 |  |                                 |                                 |  |                                 |                                 |
|                             |                             |  | 10 Thành Thái 1889–1907 (19 năm) | 10 Thành Thái 1889–1907 (19 năm) |  | 12 Khải Định 1916–1925 (10 năm) | 12 Khải Định 1916–1925 (10 năm) |  |                                 |                                 |  |                                 |                                 |
|                             |                             |  |                                  |                                  |  |                                 |                                 |  |                                 |                                 |  |                                 |                                 |
|                             |                             |  | 11 Duy Tân 1907–1916 (10 năm)    | 11 Duy Tân 1907–1916 (10 năm)    |  | 13 Bảo Đại 1926–1945 (20 năm)   | 13 Bảo Đại 1926–1945 (20 năm)   |  |                                 |                                 |  |                                 |                                 |

## Các vị chúa Nguyễn được truy tôn
Trong suốt lịch sử triều Nguyễn để khẳng định sự kế thừa thiên mệnh chính thống của mình cũng như nhớ ơn tổ tiên họ Nguyễn và các đời chúa Nguyễn, các đời quân chủ họ Nguyễn đã truy phong cho các vị chúa Nguyễn, tuy chưa từng là hoàng đế, tước hiệu cao quý này. Sau đây là danh sách các vị ấy:
| STT | Vương hiệu             | Miếu hiệu      | Thụy hiệu | Tên húy                   | Thời gian sống | Ghi chú |
| --- | ---------------------- | -------------- | --- | ------------------------- | -------------- | --- |
| 0   | Tĩnh vương 靖王        | Triệu Tổ 肇祖  | Di Mưu Thùy Dụ Khâm Cung Huệ Triết Hiển Hựu Hoành Hưu Tế Thế Khải Vận Nhân Thánh Tĩnh hoàng đế (貽謀垂裕欽恭惠哲顯祐宏休濟世啟運仁聖靖皇帝)       | Nguyễn Kim 阮淦           | 1468－1545     | Nguyễn Kim là người đặt nền móng cho các chúa Nguyễn sau này. Sinh thời ông không tự xưng danh chúa nhưng được hậu duệ chúa Nguyễn sau này truy tôn.                                                                          |
| 1   | Tiên vương 僊王        | Thái Tổ 太祖   | Triệu Cơ Tùy Thống Khâm Minh Cung Úy Cần Nghĩa Đạt Lý Hiển Ứng Chiêu Hựu Diệu Linh Gia Dụ hoàng đế (肇基垂統欽明恭懿謹義達理顯應昭祐耀靈嘉裕皇帝) | Nguyễn Hoàng 阮潢         | 1525－1613     | Con út của Nguyễn Kim. |
| 2   | Sãi vương 仕王         | Hy Tông 熙宗   | Hiển Mô Quang Liệt Ôn Cung Minh Duệ Dực Thiện Tuy Du Hiếu Văn hoàng đế (顯謨光烈溫恭明睿翼善綏猷孝文皇帝)                                         | Nguyễn Phúc Nguyên 阮福源 | 1563－1635     | |
| 3   | Thượng vương 上王      | Thần Tông 神宗 | Thừa Cơ Toàn Thống Quân Minh Hùng Nghị Uy Đoán Anh Vũ Hiếu Chiêu hoàng đế (承基纘統剛明雄毅威斷英武孝昭皇帝)                                      | Nguyễn Phúc Lan 阮福瀾    | 1601－1648     | |
| 4   | Hiền vương 賢王        | Thái Tông 太宗 | Tuyên Uy Kiến Vũ Anh Minh Trang Chính Thánh Đức Thần Công Hiếu Triết hoàng đế (宣威建武英明莊正聖德神功孝哲皇帝)                                  | Nguyễn Phúc Tần 阮福瀕    | 1620－1687     | |
| 5   | Nghĩa vương 義王       | Anh Tông 英宗  | Thiệu Hư Toản Nghiệp Khoan Hồng Bác Hậu Ôn Huệ Từ Tường Hiếu Nghĩa hoàng đế (紹休纂業寬洪博厚溫惠慈祥孝義皇帝)                                    | Nguyễn Phúc Thái 阮福溙   | 1649-1691      | |
| 6   | Minh vương 明王        | Hiển Tông 顯宗 | Anh Mô Hùng Lược thánh Văn Tuyên Đạt Khoan Từ Nhân Thứ Hiếu Minh hoàng đế (英謨雄略聖文宣達寬慈仁恕孝明皇帝)                                      | Nguyễn Phúc Chu 阮福淍    | 1675 – 1725    | |
| 7   | Ninh vương 寧王        | Túc Tông 肅宗  | Tuyên Quang Thiệu Liệt Tuấn Triết Tĩnh Uyên Kinh Văn Vĩ Vũ Hiếu Ninh hoàng đế (宣光紹烈濬哲靜淵經文緯武孝寧皇帝)                                  | Nguyễn Phúc Chú 阮福澍    | 1697-1738      | |
| 8   | Vũ vương 武王          | Thế Tông 世宗  | Kiền Cương Uy Đoán thần Nghị Thánh Du Nhân Từ Duệ Trí Hiếu Vũ hoàng đế (乾剛威斷神毅聖猷仁慈睿智孝武皇帝)                                         | Nguyễn Phúc Khoát 阮福濶  | 1714–1765      | |
| 9   | Định vương 定王        | Duệ Tông 睿宗  | Thông Minh Khoan Hậu Anh Mẫn Huệ Hòa Hiếu Định hoàng đế (聰明寬厚英敏惠和孝定皇帝)                                                                | Nguyễn Phúc Thuần 阮福淳  | 1754－1777     | Bị giết năm 1777 trong trận chiến Nguyễn - Tây Sơn. |
| 10  | Tân Chính vương 新政王 |                | Cung Mẫn Anh Đoán Huyền Mặc Vĩ Văn Mục vương (恭敏英斷玄默偉文穆王)                                                                               | Nguyễn Phúc Dương 阮福暘  | ?－1777        | Nguyễn Phúc Dương không phải chúa Nguyễn chính thức. Bị giết năm 1777 trong trận chiến Nguyễn - Tây Sơn. |
|     | Khang vương 康王       | Hưng Tổ 興祖   | Nhân Minh Cẩn Hậu Khoan Dụ Ôn Hòa Hiếu Khang hoàng đế (仁明谨厚宽裕温和孝康皇帝)                                                                  | Nguyễn Phúc Luân 阮福㫻   | 1733－1765     | Ông là vương thế tử được di chiếu sẽ nối ngôi Vũ vương Nguyễn Phúc Khoát nhưng bị quyền thần ngoại thích là Trương Phúc Loan sát hại. Ông cũng là cha của Thế Tổ Cao hoàng đế Gia Long - vị hoàng đế đầu tiên của nhà Nguyễn. |